# Killer app
Killer application eller killer app er betegnelsen for et softwareprogram, der er så nyttigt eller overbevisende, at det fungerer som salgsargumentet for et større teknologisk system såsom computerhardware, spillekonsol, softwareplatform, programmeringssprog eller styresystem.   En "killer app" kan markant forbedre salget af den platform hvorpå den kører.
Begrebet killer app stammer fra computerverdenen. Det klassiske eksempel på en killer app er VisiCalc, det første regneark. VisiCalc var så nyttigt og gav så mange nye muligheder, at tusindvis af mennesker købte Apple II computere udelukkende for at kunne køre programmet. VisiCalc blev dermed den direkte årsag til Apples succes og indirekte årsagen til udbredelsen af personlige computere i erhvervslivet.